# Сакума (язовир)
Сакума (на японски: 佐久間ダム) е язовир, построен в средата на река Тенрю, която минава през град Сакума, област Тенрю, град Хамамацу, префектура Шизуока и село Тойоне, област Кита Ситара, в префектура Айчи .